# Modrzew (Dąbrówka)
Modrzew – część wsi Dąbrówka, położonej w Polsce, w województwie łódzkim, w powiecie opoczyńskim, w gminie Sławno, nad Słomianką. 
W latach 1975-1998 miejscowość należała administracyjnie do województwa piotrkowskiego. 